# تم التندرا
تم التندرا (الاسم العلمي: Cygnus columbianus) هو نوع من أسرة إوز.

## معرض صور

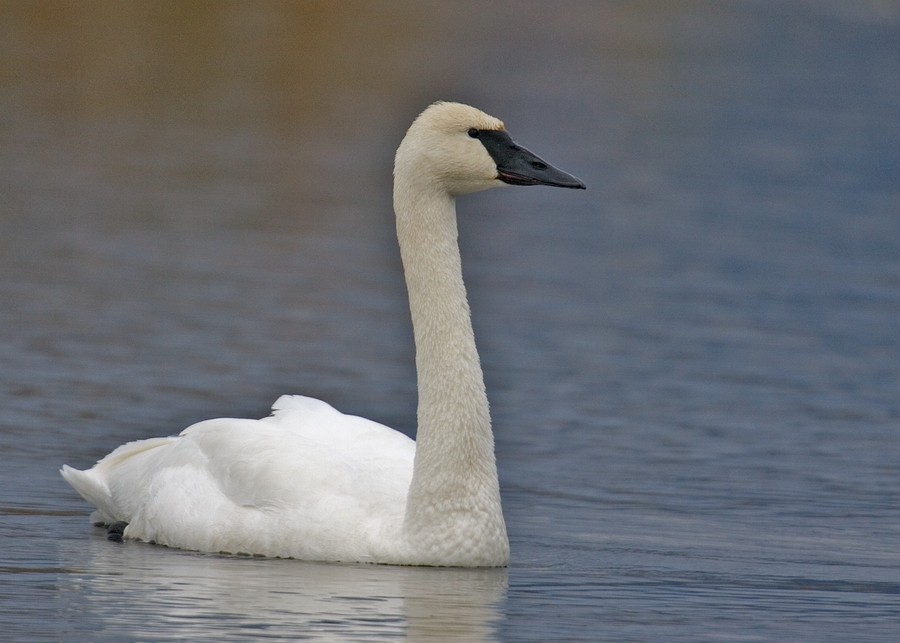
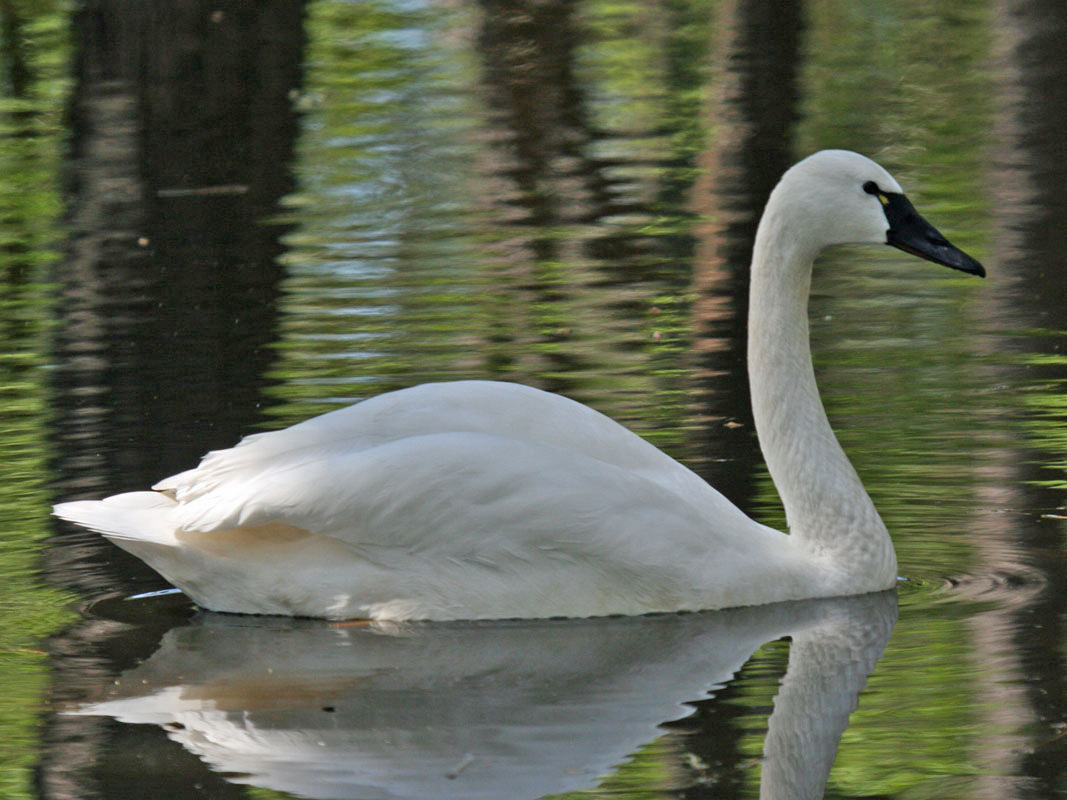
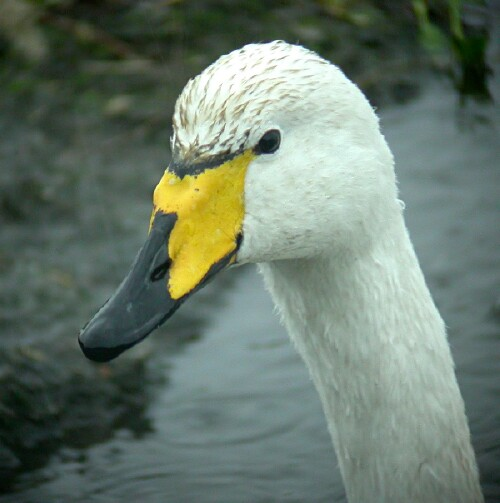